# Борковиці (Нижньосілезьке воєводство)
Борковиці (пол. Borkowice) — село в Польщі, у гміні Оборники-Шльонські Тшебницького повіту Нижньосілезького воєводства.
Населення — 102 особи (2011).
У 1975-1998 роках село належало до Вроцлавського воєводства.

## Демографія
Демографічна структура станом на 31 березня 2011 року:
|          | Загалом | Допрацездатний вік | Працездатний вік | Постпрацездатний вік |
| -------- | ------- | ------------------ | ---------------- | -------------------- |
| Чоловіки | 54      | 15                 | 37               | 2                    |
| Жінки    | 48      | 13                 | 33               | 2                    |
| Разом    | 102     | 28                 | 70               | 4                    |